# 미쓰이 물산
미쓰이 물산(三井物産株式会社, MITSUI & CO., LTD.)은 일본 최초이자 일본을 대표하는 종합상사이다. 본사는 도쿄도 지요다구에 있다.

## 개요
미쓰이 물산(三井物産株式会社, MITSUI & CO., LTD.)은 일본 최초이자 일본을 대표하는 종합상사로서 일본 3대 재벌 그룹(미쓰비시, 미쓰이, 스미토모) 중 하나인 미쓰이 그룹의 핵심기업이다.
전세계 약 66개국・지역에서 금속・자원, 기계・인프라 등 크게 16개 분야의 트레이딩, 사업 투자, 사업 경영 등을 주요업무로 하고 있다. 특히 자원 및 에너지, 인프라 분야에 강점을 가지고 해외에서의 투자와 경영을 활발히 하고 있다.
공식 설립일은 1947년 7월 25일이지만 실제로는 메이지 시대 일본의 첫 종합상사로 발족했다. 현재도 미쓰비시 상사, 스미토모 상사와 어깨를 겨루는 종합상사이다.
그리고 식품 사업을 영위하기 위해 도요 수산과의 거래도 활발히 이루고 있는 중이다.